# Giacomo Signori
Giacomo Signori (Desenzano del Garda, 11 giugno 1914 – Desenzano del Garda, 5 febbraio 2005) è stato un pallanuotista e nuotatore italiano.

## Carriera
Atleta nazionale di nuoto e pallanuoto come era normale ai tempi; è stato uno dei pochissimi ad aver vinto scudetti con tre squadre diverse Rari Nantes Florentia, Canottieri Olona Milano e Rari Nantes Camogli.
Da nuotatore è stato stileliberista; fu un buon duecentista/quattrocentista ed ha vinto diversi titoli italiani tra il 1933 e il 1942. In nazionale ha fatto il debutto nel 1932 e nel 1934 ha partecipato ai campionati europei di Magdeburgo dove ha nuotato in tre finali ed ha vinto due medaglie di bronzo nei 400 m e con la staffetta 4×200 m con Massimo Costa, Guido Giunta e Paolo Costoli.
A lui è dedicata la piscina comunale di Desenzano.

## Palmarès

### Palmarès da pallanuotista
4 scudetti:
- 1934 -  Florentia[3]
- 1947 -  Canottieri Olona[4]
- 1952 e 1953 -  Camogli[5][6]

### Palmarès da nuotatore
| Campionati europei       | 400 m st. libero | 1500 m st. libero | 4×200 m st. libero |
| 1934 Magdeburgo Germania | Bronzo 5'11"9    | 5º 21'25"1        | Bronzo: 9'44"1 :   |

#### Campionati italiani
8 titoli individuali e 5 in staffette, così ripartiti:
- 4 nei 200 m stile libero
- 4 nei 400 m stile libero
- 2 nella 4×100 m stile libero
- 3 nella 4×200 m stile libero

nd = non disputati
| Anno | Edizione | st.libero 100 m | st.libero 200 m | st.libero 400 m | st.libero 1500 m | st.libero 4x100 m | st.libero 4x200 m |
| ---- | -------- | --------------- | --------------- | --------------- | ---------------- | ----------------- | ----------------- |
| 1932 | Estivi   | -               | -               | 3               | 3                | nd                | -                 |
| 1933 | Estivi   | -               | -               | 1               | 2                | nd                | -                 |
| 1934 | Estivi   | 2               | 1               | 2               | -                | nd                | 1                 |
| 1935 | Estivi   | -               | 2               | 1               | -                | nd                | 2                 |
| 1936 | Estivi   | -               | 1               | 1               | -                | nd                | 1                 |
| 1937 | Estivi   | -               | 1               | -               | -                | 1                 | nd                |
| 1938 | Estivi   | -               | 2               | -               | -                | 1                 | nd                |
| 1939 | Estivi   | -               | nd              | 2               | -                | nd                | ?                 |
| 1940 | Estivi   | -               | nd              | 3               | -                | nd                | -                 |
| 1941 | Estivi   | -               | 2               | 1               | -                | nd                | 3                 |
| 1942 | Estivi   | -               | 1               | 2               | -                | nd                | -                 |
| 1946 | Estivi   | -               | -               | -               | -                | nd                | 1                 |